# John Ward Parsons
John Ward Warren Parsons (Toledo, Ohio 29 de marzo de 1977) es un asesino estadounidense famoso por haber huido de la cárcel de Columbus. Actualmente está encerrado en la penitenciaría de máxima seguridad del estado de Ohio. 

## Antecedentes
John Ward era famoso por haber cometido varios robos en Ohio, algo que le hizo ganar fama, tras ser apodado "el más buscado de Ohio". Un día, mientras robaba un banco, un hombre llamó a la policía. Esta llegó y Parsons se vio obligado a huir robando un coche. Se detuvo en un cruce y se bajó del automóvil, cuando que un corredor intentó detenerlo y entregarlo a la policía; John Parsons acabó con el disparándole. Fue llevado a Columbus, la capital, y, en espera de juicio, ingresó en la cárcel de la ciudad. Parsons esperaba  salir lo más rápido posible, pero el juicio se alargó un mes más, así que tuvo que seguir esperando en una pequeña celda hasta finales de ese mes.

## La fuga
Un día, mientras observaba su celda, se fijó en su irregular relieve. Había un bloque que, si podía tallar, podría salir por él. Según sus cálculos, daría a una terraza y desde ahí podría descender a la calle. Era una idea brillante pero a la vez de gran dificultad. La otra era coger por el conducto de ventilación, pero supo que no cabría por ese estrecho lugar, así que eligió la primera opción.
Tras robar un cincel, un pequeño objeto de metal (que emplearía como martillo), unos caramelos que se había jugado a las cartas y una cuerda, supo que se podría fugar. Empezó a martillar con el objeto de metal el cincel, destruyendo todo el borde del bloque. 
Para que su trabajo pasara desapercibido, pintó los caramelos del color de la pared de la celda y los colocaría por donde estaba tallando; así no se darían cuenta. La cuerda estaba escondida debajo de la cama y la utilizaría para bajar por el muro, ya que se encontraba en el cuarto piso. 
John estuvo varios días golpeando los dos objetos hasta que pudo ver el muro de ladrillos que se hallaba fuera. Pero tras reflexionar, lo utilizó para guardar otros materiales como la soga. Este hueco fue una tapadera para mantener ocupada a la policía; él tenía otra idea. Cuando fue al campo de baloncesto cubierto, observó una larga ventana en lo más alto del muro. Lo malo era que había una cámara de vigilancia que grababa 3/4 de la cancha. Aun así, pidió a sus compañeros que los distraiga y él salió por allí a través del muro.

## La persecución
La policía descubrió que no se hallaba en el edificio pocas horas después, y todo el estado había ordenado que todas las tropas persiguieran al fugitivo. Un policía, que había hecho una revisión a su celda, dijo que había un hueco alrededor de un bloque, aunque lo dejó pasar por alto. Además, cuando huyó, Ronald Stelwart decidió rebuscar en su celda, y descubrió una nota que ponía "Bye, bye, Ron".
Mientras, John Ward se alejó en bicicleta de la ciudad, un granjero sospechó por qué evitaba el contacto con la gente y llamó a la policía. Ward se metió en el espeso bosque para que no lo descubriera. Cuando llegó al riachuelo tomó agua y bebió, aunque no estaba limpia, y le provocó un absceso. 
Estuvo dos meses desaparecido hasta que un leñador dijo que había observado a un hombre sospechoso vagar por el lugar. John se alojaba en una furgoneta abandonada, pero los policías lo atraparon mientras descansaba. Fue capturado el 19 de octubre de 2006 y trasladado a la prisión de Youngstown, Ohio. Además fue encarcelado de por vida en una celda de máxima seguridad.

## Breakout
La exitosa serie Breakout, relata algunas de las huidas más increíbles e importantes de la historia. La fuga de John Ward fue añadida a uno de sus capítulos, titulado "El más buscado de Ohio" (en inglés Ohio's most wanted).